# Ludwinów (Myszków)
Pour les articles homonymes, voir Ludwinów.
Ludwinów est une localité polonaise de la gmina de Niegowa, située dans le powiat de Myszków en voïvodie de Silésie.